# Stand (The Letter Black)
| Recensione          | Giudizio |
| ------------------- | -------- |
| Jesus Freak Hideout | [ 1 ]    |

Stand è l'album di debutto del gruppo christian rock statunitense The Letter Black, che all'epoca si chiamava ancora Breaking the Silence.

## Tracce
1. Under God – 3:40
2. Stand – 2:35
3. Must Die – 4:03
4. Out of Reach – 2:58
5. You Are More – 4:00
6. Overdose – 3:31
7. Break – 2:24
8. Tonight – 4:24
9. Different Face – 4:04
10. Until Death – 3:39
11. Stand (radio version) – 2:36